# Paul F. Gorman

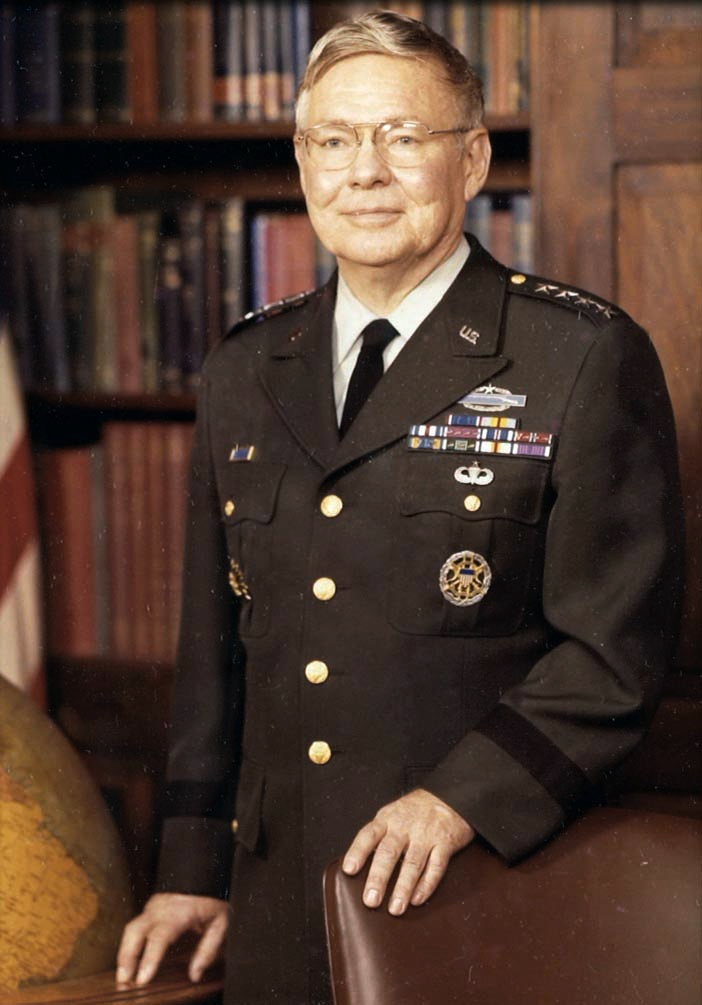
General Paul F. Gorman (um 1985)

Paul Francis Gorman (* 25. August 1927 in Syracuse, New York) ist ein ehemaliger US-amerikanischer Offizier und zuletzt General der US Army und Regierungsbeamter, der unter anderem zwischen 1977 und 1979 Kommandeur der 8. Infanteriedivision (8th Infantry Division) sowie von 1983 bis 1985 Kommandierender General des Südkommandos der US-Streitkräfte SOUTHCOM (US Southern Command) war.

## Leben
Paul Francis Gorman begann nach dem Schulbesuch eine Offiziersausbildung an der US Military Academy (USMA) in West Point, die er 1950 beendete. Im Anschluss fand er zahlreiche Verwendungen als Offizier und kam unter anderem als First Lieutenant der A-Kompanie des 32. Infanterieregiments der 7. Infanteriedivision (7th Infantry Division), der sogenannten „Hourglass Division“, im Koreakrieg zum Einsatz, wofür ihm am 9. Mai 1952 der Silver Star verliehen wurde. Nach dem Koreakonflikt befehligte er eine Infanteriekompanie in Westdeutschland, wo sich seine täglichen Aufgaben auf die NATO-Verteidigung während des Kalten Krieges konzentrierten.
Während des Vietnamkrieges war er als Lieutenant Colonel Kommandeur des 1. Bataillons des 26. Infanterieregiments der 1. Infanteriedivision (1st Infantry Division), der sogenannten „Big Red One“, und erhielt für seine militärischen Verdienste am 27. August 1965 den Legion of Merit sowie am 20. Oktober 1966 das Distinguished Service Cross. Im weiteren Verlauf des Vietnamkrieges war er Assistierender Chef des Stabes (Assistant Chief of Staff G-3) der 1. Infanteriedivision und als solcher verantwortlich für Planung und Durchführung der Operation Junction City, eine 82-tägige Militäroperation der US-Streitkräfte und der Republik Vietnam, die am 22. Februar 1967 begann. Es war die erste US-Luftlandekampfoperation seit dem Koreakrieg und eine der größten Luftlandeoperationen des Krieges. Für seine dortigen Verdienste wurde ihm am 18. April 1967 das Distinguished Flying Cross verliehen. Er war Mitarbeiter bei der Erarbeitung der Studie United States-Vietnam Relations, 1945–1967: A Study Prepared by the Department of Defense, der sogenannten „Pentagon-Papiere“, sowie Mitglied der US-Delegation bei den Verhandlungen zum Abkommen über die Beendigung des Krieges und die Wiederherstellung des Friedens in Vietnam, die am 27. Januar 1973 zum Vertrag von Paris führten.
Nach weiteren Verwendungen übernahm Gorman als Major General im Juni 1977 von Generalmajor John R. D. Cleland den Posten als Kommandeur der 8. Infanteriedivision (8th Infantry Division), der sogenannten „Pathfinder Division“, und verblieb in dieser Funktion bis Mai 1979, woraufhin Generalmajor William J. Livsey ihn ablöste. Später wurde er im März 1983 Nachfolger von Generalleutnant Wallace H. Nutting Oberbefehlshaber des Südkommandos der US-Streitkräfte SOUTHCOM (Commander in Chief, US Southern Command), das in Quarry Heights in der Panamakanalzone stationiert war. Er hatte dieses Kommando bis März 1985 inne, woraufhin General John R. Galvin ihn ablöste. In seine Dienstzeit als Kommandierender General von SOUTHCOM fiel die „Operation Urgent Fury“, die US-Invasion in Grenada vom 25. Oktober bis 29. Oktober 1983.
Nach seinem Ausscheiden aus dem aktiven Militärdienst war Paul F. Gorman als Vizepräsident von Burdeshaw and Associates tätig. Am 15. Juli 1985 wurde er von US-Präsident Ronald Reagan zum Mitglied der Präsidial-Kommission für Verteidigungsmanagement (President’s Blue Ribbon Commission on Defense Management) ernannt, die nach ihrem Vorsitzenden David Packard auch Packard-Kommission genannt wurde. Er war zeitweise auch Mitglied der Präsidial-Kommission für organisierte Kriminalität (President’s Commission on Organized Crime) sowie der Kommission für eine langfristige integrierte Strategie (Commission on Long Term Integrated Strategy). Des Weiteren war er Berater des Institute for Defense Analyses (IDA), eine 1956 gegründete Non-Profit-Organisation, die drei staatlich geförderte Forschungszentren und Denkfabriken, Federal Funded Research and Development Centers (FFRDC), zur wissenschaftlichen Beratung der US-Regierung in Fragen der nationalen Sicherheit betreibt. Darüber hinaus arbeitete er auch als Berater des Defense Science Board (DSB), ein ebenfalls 1956 gegründeter Ausschuss ziviler Experten, der das US-Verteidigungsministerium in wissenschaftlichen und technischen Fragen berät.

## Auszeichnungen
Auswahl der Dekorationen, sortiert in Anlehnung der Order of Precedence of Military Awards:
- Distinguished Service Cross
- Defense Distinguished Service Medal
- Silver Star
- Legion of Merit
- Distinguished Flying Cross
- Bronze Star
- Air Medal

## Hintergrundliteratur
- Mike Guardia: Danger Forward. The Forgotten Wars of General Paul F. Gorman, 2021, ISBN 979-8-985-4-28544